# Convento dei Cappuccini (Guardiagrele)
Il convento dei Cappuccini si trova a Guardiagrele, in provincia di Chieti.

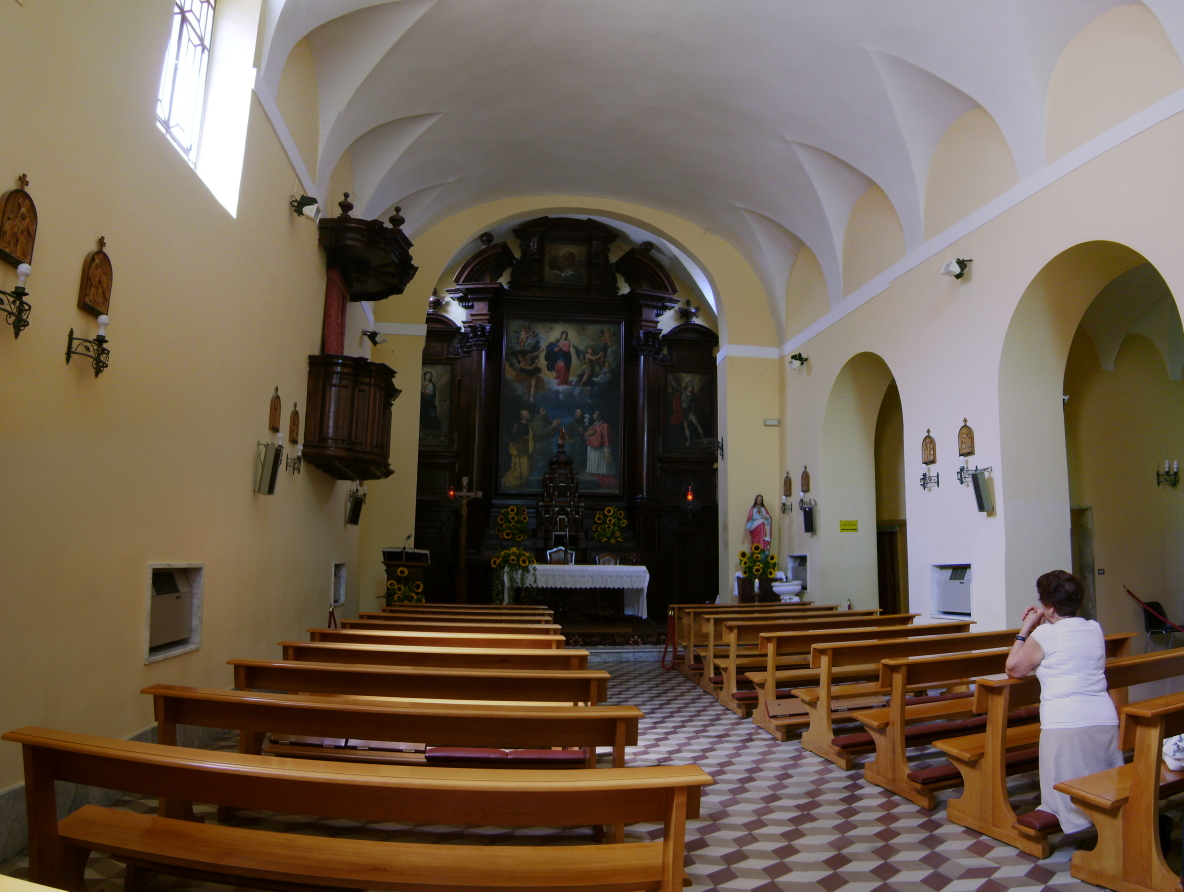
L'interno della chiesa

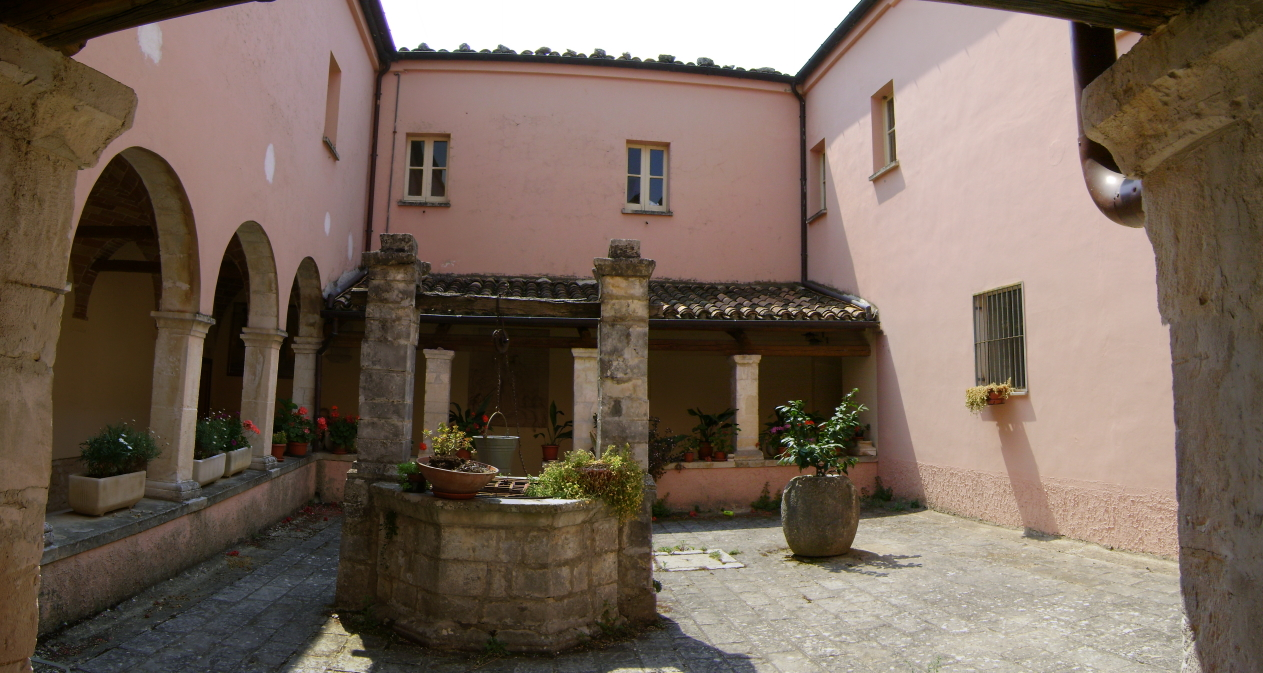
Il chiostro

Venne fondato presso la cappella suburbana di Santa Maria del Popolo nel 1599.
Dietro il piccolo portico a tre arcate vi è il seicentesco portale d'accesso alla chiesa, sovrastato da un timpano triangolare. L'interno, a navata unica, presenta cappelle solo sul lato destro, con altari lignei e statue di santi. L'altare ligneo centrale, a struttura tripartita, possiede un caratteristico timpano spezzato e quattro tele inserite nella struttura, tra cui la centrale Immacolata  tra angeli e santi, il cui autore è sconosciuto, risalente come tutto il complesso al XVII secolo. Esso è fronteggiato da un tabernacolo intarsiato in legno e avorio, a due ordini di colonnine tortili, terminante con una cupoletta a cipolla, opera di inizi Settecento dei "marangoni", famosi intagliatori cappuccini. L'arredo della chiesa è completato da un pulpito di semplice fattura e alcuni dipinti di Nicola Ranieri.
Il piccolo chiostro è delimitato da arcate su pilastri e presenta al centro un pozzo poligonale in pietra della Maiella.

## Galleria d'immagini

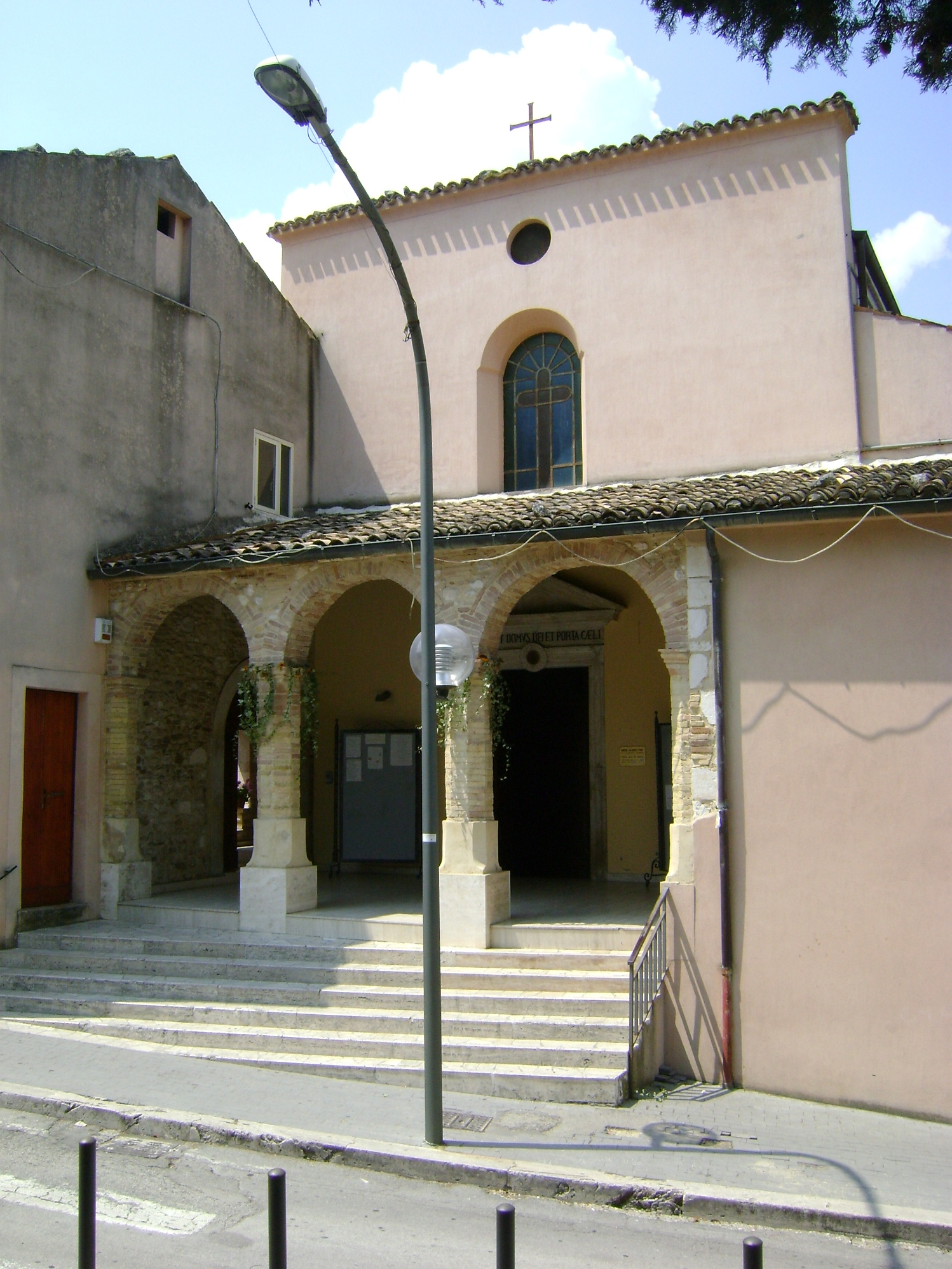
La facciata della chiesa
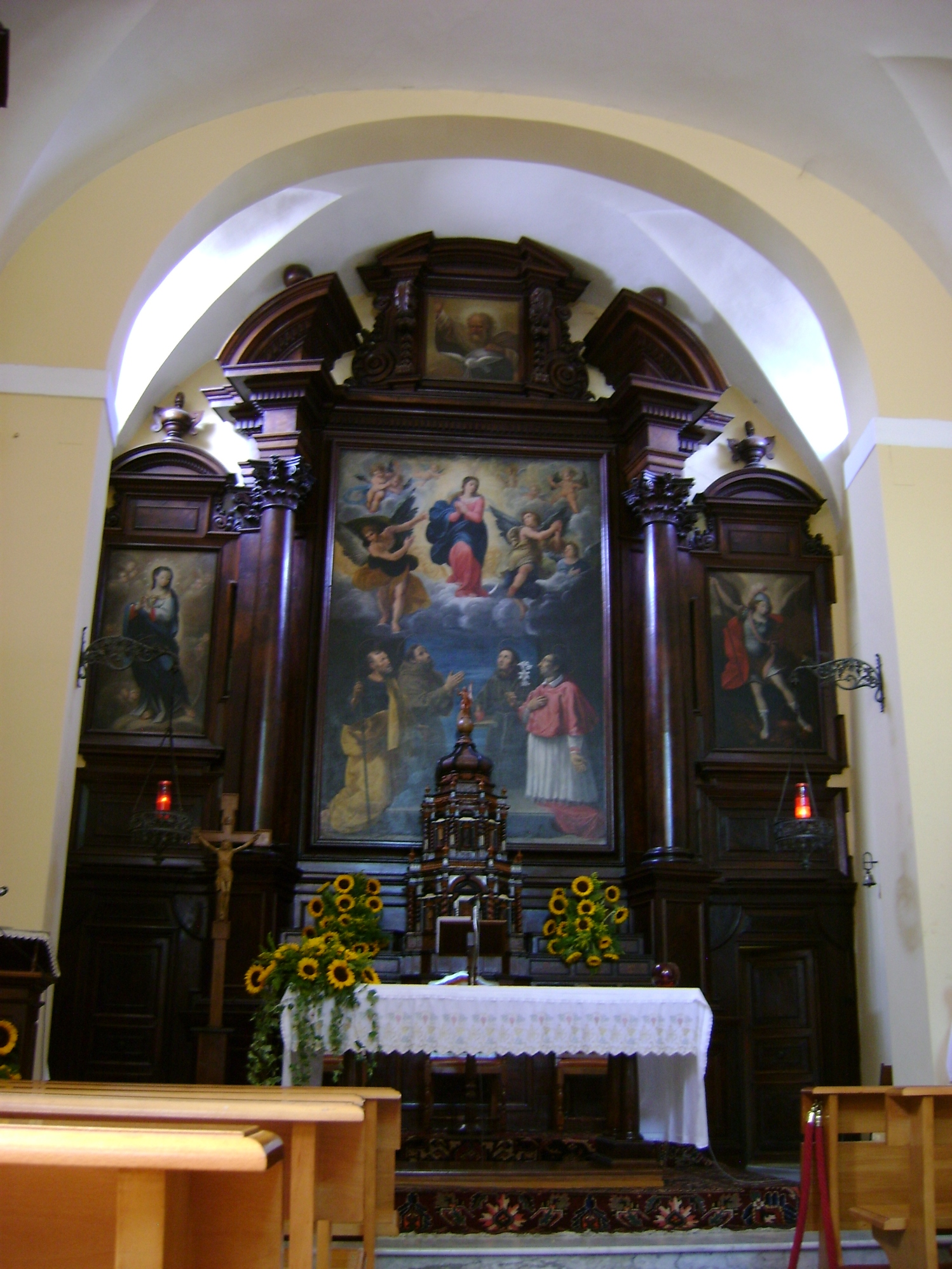
L'altare maggiore